# Katarzyna Hałkowska
Katarzyna Hałkowska (ur. 1 listopada 1940 we Władysławowie) – polska matematyk, specjalizują się w algebrze, algebrze uniwersalnej i logice matematycznej.

## Życiorys
Jest absolwentką pracownikiem naukowym Wyższej Szkoły Pedagogicznej w Opolu (od 1994 roku Uniwersytet Opolski), gdzie pracowała kolejno jako asystent (1963– 1964), starszy asystent (1964– 1971), adiunkt (1971– 1979), docent (1979– 1990), profesor nadzwyczajny (1990– 1998) i profesor zwyczajny (od 1998).
W 1971 otrzymała na Uniwersytecie Śląskim w Katowicach stopień doktora na podstawie pracy Definicje warunkowe oraz pojęcie wyrażenia sensownego zawierającego terminy określone warunkowo, której promotorem był Zbigniew Romanowicz. W 1978 otrzymała na Uniwersytecie Wrocławskim stopień doktora habilitowanego na podstawie pracy Algebry związane z teoriami zawierającymi definicje warunkowe. W 1995 roku otrzymała tytuł profesora. W latach 1981–1987 była prodziekanem Wydziału Matematyki, Fizyki i Chemii WSP w Opolu, w latach 2002–2008 sprawowała funkcję dziekana Wydziału Matematyki, Fizyki i Chemii Uniwersytetu Opolskiego, w latach 1987–2005 była dyrektorem Instytutu Matematyki i Informatyki. Ponadto wykładała w Akademii im. Jana Długosza w Częstochowie.
Współpracowała z Jerzym Słupeckim. Razem z nim i Krystyną Piróg-Rzepecką opublikowała podręczniki Elementy logiki matematycznej i teorii mnogości (1974), Logika matematyczna (1976), Logika i teoria mnogości (1978).